# Geoffroy Thiebaut
Pour les articles homonymes, voir Thiebaud, Thiébault, Thiébaut (homonymie).
 (septembre 2013).
Si vous disposez d'ouvrages ou d'articles de référence ou si vous connaissez des sites web de qualité traitant du thème abordé ici, merci de compléter l'article en donnant les références utiles à sa vérifiabilité et en les liant à la section « Notes et références ».
Geoffroy Thiebaut, né à Paris le 16 mars 1957, est un acteur français. Il a joué une quarantaine de pièces de théâtre, tourné dans une soixantaine de téléfilms, de séries ainsi qu'au cinéma. Il prête aussi sa voix pour des émissions à la radio, pour des films étrangers et des documentaires.

## Biographie
Après avoir suivi une école d'art dramatique durant trois ans (École Périmony), Geoffroy Thiebaut poursuit sa formation à l'école du cirque : celle d'Alexis Grüss puis celle d'Annie Fratellini.[réf. nécessaire]
Il rencontre Jean-Louis Barrault qui lui offre sa chance dans un premier rôle, celui du personnage mythique d'Eros dans son spectacle intitulé L'Amour de l'amour conçu spécialement pour l'inauguration de sa toute nouvelle salle, le théâtre du Rond-Point. À la suite de cela, il séjourne trois ans dans la Compagnie Renaud-Barrault où il interprète trois autres pièces : Les Strauss avec Pierre Arditi, Antigone, aux côtés de Michael Lonsdale, Les affaires sont les affaires d'Octave Mirbeau mise en scène par Pierre Dux.
Il travaille aussi sous la direction de Jean-Pierre Bouvier dans de nombreuses pièces du répertoire et la compagnie de Jean-Claude Drouot dans Cyrano de Bergerac où il joue le rôle de Christian de Neuvillette.
Il joue dans L’Argent du beurre nommé aux Molières en 1997 dans une mise en scène d’Étienne Bierry et Après la pluie, pièce de Sergi Belbel, dans une mise en scène de Marion Bierry. Jouée plus de 500 fois[réf. nécessaire], elle est couronnée par un Molière du meilleur spectacle comique en 1999. Puis, en premier rôle, il joue dans Court Sucré ou Long Sans Sucre au Splendid, et dans Boeing Boeing au théâtre Michel.
Au cinéma, il a tourné principalement dans Perceval le Gallois d’Éric Rohmer, Priez pour nous de Jean-Pierre Vergne et On connaît la chanson d’Alain Resnais. En 2009, Olivier Marchal lui offre le rôle du commandant de l'IGS, Roland Vogel, dans la série Braquo. En 2010 il s'essaye à la réalisation d'un court métrage qu'il écrit et produit, Nuit noire, avec Catherine Marchal et Fanny Bastien dans les rôles principaux. En janvier 2013 il termine le film L'Engagement 0.1 de Stéphane Guénin où il endosse pour la première fois un premier rôle pour le grand écran. En juin 2013, il termine le tournage de la troisième saison de Braquo, réalisée par Frédéric Jardin et Manuel Boursinhac.
En 2015, il fonde avec Fanny Bastien le festival du film insolite de Rennes-le-Château.

### Vie privée
Il a été marié à Chantal Alves ; il est le père de Jules Thiebaut, animateur d'une webtv sur Twitch dans la chaîne Onelife FR.

## Filmographie

### Cinéma
- 1978 : Perceval le Gallois d’Éric Rohmer
- 1988 : Un amour à Paris de Merzak Allouache
- 1989 : La Révolution française, Les Années terribles : Paul Barras
- 1994 : Priez pour nous de Jean-Pierre Vergne
- 1995 : Sept ans et demi de réflexion de Sylvie Flepp, court métrage
- 1997 : On connaît la chanson d’Alain Resnais
- 1999 : Drame ordinaire de Sylvain Bergère, court métrage
- 2002 : Vivre me tue de Jean-Pierre Sinapi
- 2006 : Coup de sang de Jean Marbœuf
- 2013 : L'Engagement 1.0 de Stéphane Guénin
- 2014 : Papiers s'il vous plaît ! de Daniel Jenny, court métrage
- 2023 : Pour l'honneur de Philippe Guillard
- 2025 : De mauvaise foi d'Albéric Saint-Martin

#### Distinction
- Accolade Global Film Competition 2017 : Meilleur acteur pour Papiers s'il vous plaît ![3]

### Télévision
- 1993 : Regarde-moi quand je te quitte de Philippe de Broca : Chalmain
- 1997: Les Années fac : Jean-Marc Lebel
- 1997 : Une femme en blanc, série d'Aline Issermann : Ministre de la santé Deleau
- 1996 : Une fille à papas de Pierre Joassin
- 1996 : Le Crabe sur la banquette arrière de Jean-Pierre Vergne
- 1998 : La petite fille en costume marin - TF1
- 1998 : Une femme à la dérive
- 1998 : Maximum Vital
- 1998 : Jacotte, épisode Deux balles pour rien - Série
- 1999 : B.R.I.G.A.G, épisode Le stratège chinois - Série
- 2000 : Objectif bac - TF1
- 2000 : Une fille dans l'azur
- 2000 : Commissaire Moulin
- 2001 : Duelles - TF1
- 2001 : Un week end pour le dire
- 2002 : Carnets d'ado, épisode Petit homme de Laurent Jaoui - Série
- 2002 : Joséphine, ange gardien - TF1
- 2002 : Commissaire Moulin Série - TF1
- 2002 : Police District Série - M6
- 2002 : Vérité oblige
- 2003 : Clémence
- 2003 : Diane, femme flic Série
- 2003 : Une femme d'honneur, épisode Femmes d'occasions de Michael Perrotta - Série - TF1
- 2004 : Dans la tête d'un tueur de Jean-François Abgrall
- 2004 : Léa Parker Série
- 2005 : L'Affaire Christine Villemin - France 2
- 2005 : Louis la Brocante Série - France 3
- 2005 : Plus belle la vie Série - dix épisodes - France 3
- 2006 : Les Oubliées - France 2
- 2006 : Un juge sous influence - France 3
- 2006 : Le Tuteur, épisode Petite maman - série - TF1
- 2007 : Vérités assassines - France 2
- 2007 : Central Nuit - Série - TF1
- 2007 : Les Cordier, juge et flic - Série - TF1
- 2007 : Tragédie en direct (non diffusé)
- 2008 : La Reine et le Cardinal - France 2
- 2008 : RIS police scientifique - Série TF1
- 2008 : Les Bougons Série - France 3
- 2009 : Braquo (saison 1) de Olivier Marchal Série Canal+réalisateurs Olivier Marchal et Frédéric Schœndœrffer
- 2011 : Braquo (saison 2) scénario Abdel Raouf Dafri
- 2011 : Un flic, épisodes Jackpot et Poker TF1
- 2012 : La smala s'en mêle Série - France 2
- 2013 : Braquo (saison 3) scénario Abdel Raouf Dafri Série - Canal+
- 2013 : Profilage Série - TF1
- 2016 : L'Île aux femmes d'Éric Duret
- 2016 : Mon frère bien-aimé de Denis Malleval
- 2016 : Monsieur Paul : Henri Jeanblanc
- 2016 : Braquo (saison 4) - série Canal + - 1 épisode
- 2018 : Meurtres dans le Morvan de Simon Astier : Antoine Perrin
- 2019 : Joséphine, ange gardien, épisode L'Incroyable Destin de Rose Clifton de Stéphane Kopecky
- Depuis 2019 : Astrid et Raphaëlle, série d'Elsa Bennett et Hippolyte Dard
- 2021 : Meurtres à Blois d'Elsa Bennett et Hippolyte Dard : Christian Dorvéal
- 2023 : Cassandre, Dans la tempête (S08E03) : Franck Barzetti

### Réalisateur et scénariste
- 2011 : Nuit noire, court métrage

## Théâtre
- 1981 : Vu du pont d'Arthur Miller, mise en scène Raf Vallone, théâtre de Paris[4],[5]
- 1981 : L'Amour de l'amour d'Apulée, mise en scène Jean-Louis Barrault, théâtre Renaud-Barrault
- 1982 : Les Strauss de Georges Coulonges, mise en scène Jean-Louis Barrault, théâtre Renaud-Barrault
- 1983 : Les affaires sont les affaires d'Octave Mirbeau, mise en scène Pierre Dux, théâtre Renaud-Barrault
- 1985 : Henri IV de Luigi Pirandello, mise en scène Jean-Pierre Bouvier, théâtre Montparnasse
- 1992 : George et Margaret de Marc-Gilbert Sauvajon & Jean Wall, mise en scène René Clermont, théâtre des Bouffes-Parisiens
- 2001 : Transferts de Jean-Pierre About, mise en scène Jean-Claude Idée, théâtre Montparnasse
- 2003 : Les Sincères - L'Épreuve de Marivaux, mise en scène Béatrice Agenin, théâtre 14 Jean-Marie Serreau
- 2018 : Nenesse de Aziz Chouaki, mise en scène Jean-Louis Martinelli, théâtre Déjazet